# Гребен спаса
Гребен спаса (енгл. Hacksaw Ridge) амерички је биографско-ратни филм из 2016. године у режији Мела Гибсона. Сценарио потписују Ендру Најт и Роберт Шенкан на основу документарног филма Приговор савести из 2004. године, док су продуценти филма Бил Механик, Дејвид Пермут, Тери Бенедикт, Пол Кари, Брус Дејви, Брајан Оливер и Вилијам Џонсон. Музику је компоновао Руперт Грегсон Вилијамс.
Филм се фокусира на искуства из Другог светског рата Дезмонда Доса, америчког пацифистичког борбеног болничара који је, као хришћанин адвентистичке цркве, одбио да носи или користи оружје или ватрено оружје било које врсте. Дос је постао први приговарач савести који је одликован Медаљом части, за службу изнад и изван позива на дужност током битке за Окинаву. Главну улогу тумачи Ендру Гарфилд као Дезмонд Дос, док су у осталим улогама Сем Вортингтон, Лук Брејси, Тереза Палмер, Хјуго Вивинг, Рејчел Грифитс и Винс Вон.
Дистрибуиран од стране Lionsgate-а, филм је премијерно приказан 4. септембра 2016. на Филмском фестивалу у Венецији, док је у америчким биоскопима објављен 4. новембра исте године. Наишао је на позитивне реакције критичара, који су нарочито похвалили Гибсонову режију и Гарфилдову глуму. Амерички филмски институт одабрао га је као један од својих десет најбољих филмова године, и добио је бројне награде и номинације. Филм је био номинован за шест Оскара на 89. додели Оскара, међу којима су били они за најбољи филм, најбољег режисера (Гибсон) и најбољег глумца у главној улози (Гарфилд), а победу је однео у категоријама за најбољи микс звука и најбољу монтажу.. Такође, био је номинован за три Златна глобуса, у категоријама за најбољи драмски филм, најбољег режисера и најбољег главног глумца у драми

## Радња
Године 1929. у Линчбургу, у Вирџинији, млади Дезмонд Дос умало убија свог брата током једне туче. Тај догађај и његово адвентистичко васпитање учвршћују Дезмондово уверење у Божју заповест „Не убиј”. Годинама касније, он води једног повређеног човека у болницу где упознаје медицинску сестру Дороти Шути. Њих двоје се заљубљују, а Дезмонд јој открива своју жељу да ради у медицини.
Након јапанског напада на Перл Харбор, који уводи Сједињене Америчке Државе у Други светски рат, Дезмонд се пријављује у америчку војску да служи као борбени болничар. Његов отац Том, ветеран Првог светског рата који пати од ПТСП-а, дубоко је потресен синовљевом одлуком. Непосредно пре одласка, Дезмонд и Дороти се вере.
Дезмонд је смештен у логор за обуку са 77. пешадијском дивизијом под командом наредника Хауела. Иако физички одлично напредује, постаје изопштеник међу неким војницима јер одбија да узме пушку и да тренира суботом. Хауел и капетан Гловер покушавају да отпусте Дезмонда због психијатријских разлога, али им је то одбијено, пошто Дезмондова верска уверења не представљају менталну болест. Након тога, они га муче додељујући му исцрпљујуће задатке, намеравајући да га приморају да се повуче. Иако га једне ноћи његови саборци претуку, он одбија да их идентификује.
Дезмондова јединица завршава основну обуку и добија одсуство, током којег Дезмонд планира да се ожени Дороти, али његово одбијање да носи оружје доводи до хапшења због непослушности. Капетан Гловер и Дороти посећују Дезмонда у затвору и покушавају да га убеде да призна кривицу како би био ослобођен без оптужнице, али он одбија да компромитује своја уверења.
На свом суђењу, Дезмонд изјављује да није крив, али пре изрицања казне, његов отац упада у судницу са писмом од свог бившег команданта, сада бригадног генерала, у коме се наводи да је Дезмондово пацифистичко уверење заштићено Уставом САД. Оптужбе против Дезмонда се одбацују, и он се венчава са Дороти.
Дезмондова јединица је распоређена на Пацифички фронт. Током битке за Окинаву, добијају задатак да се попну на и заузму гребен Хексо. Током почетне битке, уз велике губитке са обе стране, Дезмонд спашава живот свом саборцу Смиту, стичући његово поштовање. Смит се извињава што је сумњао у његову храброст, а Дезмонд му открива да његово противљење према оружју проистиче из скоро трагичног тренутка када је замало пуцао на свог оца који је пијан претио његовој мајци пиштољем.
Следећег јутра, Јапанци покрећу снажан противнапад и истискују Американце са гребена. Смит је убијен, а Хауел и неколико Дезмондових сабораца остају рањени на бојном пољу. Дезмонд чује крике рањених војника и враћа се да их спасе, носећи повређене и Смитово тело до ивице гребена, спуштајући их конопцем, молећи се сваки пут да спаси бар још једног. Повратак десетина рањених, за које се веровало да су мртви, шокира остатак јединице под гребеном. Када сване, Дезмонд спашава Хауела, и обојица беже са Хексоа под непријатељском ватром.
Капетан Гловер се извињава што је омаловажавао Дезмондова уверења и наводи да ће поновити напад на гребен у суботу, али да неће покренути напад без њега. Дезмонд пристаје, али операција се одлаже док он не заврши своје суботње молитве. Са појачањем, они преокрећу ток битке. У заседи коју су поставили Јапанци, који се претварају да се предају, Дезмонд успева да спаси Гловера и друге, скрећући непријатељске гранате. Рањен је у експлозији гранате, али битка је добијена. Дезмонд се спушта са гребена држећи Библију коју му је Дороти поклонила.
Филм се завршава фотографијама и снимцима из стварног живота који показују да је Дезмонд добио Медаљу части од председника Харија Трумана за спасавање 75 војника на Хексоу, као и снимцима самог Дезмонда непосредно пре смрти, док прича о својим искуствима током рата.

## Улоге
| Глумац             | Улога               |
| ------------------ | ------------------- |
| Ендру Гарфилд      | Дезмонд Дос         |
| Сем Вортингтон     | капетан Џек Гловер  |
| Лук Брејси         | Смити Рајкер        |
| Тереза Палмер      | Дороти Шути         |
| Хјуго Вивинг       | Том Дос             |
| Рејчел Грифитс     | Берта Дос           |
| Винс Вон           | наредник Хaуeл      |
| Рајан Кор          | поручник Менвил     |
| Ричард Роксбург    | пуковник Стелцер    |
| Лук Пеглер         | Милт „Холивуд” Зејн |
| Ричард Пајрос      | Рандал „Тич” Фулер  |
| Бен Мингеј         | „Грис” Нолан        |
| Мајкл Шисби        | „Текс” Луис         |
| Фирас Дирани       | Вито Ринели         |
| Дејмијен Томлинсон | Ралф Морган         |
| Мет Нејбл          | потпуковник Куни    |
| Бен О’Тул          | десетар Џесоп       |
| Натанијел Бузолић  | Харолд „Хал” Дос    |
| Мајло Гибсон       | „Лаки” Форд         |
| Филип Кваст        | судија              |
| Горан Д. Клеут     | Енди „Гул” Вокер    |